# Козлова, Наталия Владимировна
Наталия Владимировна Козлова (род. 1 августа 1965, Москва) — юрист, специалист по российскому авторскому и корпоративному праву; доктор юридических наук (2004), профессор (2009); член редколлегии журналов «Российский юридический журнал» и «Законодательство».

## Биография
Наталия Козлова родилась 1 августа 1965 года в Москве; в 1987 году она окончила юридический факультет Московского государственного университета имени Ломоносова (с отличием). В период с 1987 по 1990 год она работала старшим консультантом в Государственном арбитраже города Москвы, после чего — получила пост государственного арбитра. В 1990 году она поступила в аспирантуру МГУ; в 1992 — стала ассистентом на кафедре гражданского права при юридическом факультете, а в 1994 — доцентом на той же кафедре.
В 1993 году Козлова защитила диссертацию на тему «Учредительный договор о создании коммерческих обществ и товариществ», став кандидатом юридических наук (научный руководитель — Е. А. Суханов). Уже в XXI веке, в 2004 году, она успешно защитила докторскую диссертацию по специальности «гражданское право» — на тему «Правосубъектность юридического лица по российскому гражданскому праву». В 2006 году она стала профессором МГУ, а 2009 ей было присуждено ученое звание профессора по кафедре гражданского права. С 2008 года она также является заместителем декана юридического факультета по научной работе.
Козлова проходила стажировку в голландском университете Наймегена (Неймегена), где обучалась по двум англоязычным программам: «Право компаний в странах Европейского Союза» и «Проблемы авторского права в странах Европейского Союза». Являлась членом Научно-консультативного Совета при Высшем Арбитражном Суде Российской Федерации. С 2014 года является членом Научно-консультативного совета при Верховном Суде Российской Федерации. С 2009 года она является заместителем председателя редакционной коллегии научного журнала «Вестник Московского университета» (серия «Право»), а в 2012 году Козлова вошла в редколлегию журнала «Законодательство», в 2016 году — в редакционную коллегию журнала «Вестник экономического правосудия Российской Федерации». входит в состав библиотечного совета Научной библиотеки имени Горького, относящейся к МГУ имени М. В. Ломоносова. Является членом редколлегии екатеринбургского издания «Российский юридический журнал».

## Работы
Наталия Козлова специализируется на авторском праве; вопросах, связанных с природой юридических лиц (включая некоммерческие организации); корпоративном праве. Кроме того она изучает проблемы арбитражного процесса и вопросы защиты прав участников предпринимательской деятельности. Она является сторонницей представления о том, что правоспособность и дееспособность являются, одновременно, как предпосылками, так и составными частями такого понятия как правосубъектность. Относительно природы юридического лица она придерживается «фикционной» концепции.
- «Юридические лица в российском гражданском праве: монография. В 3-х т. Т. 1. Общие положения о юридических лицах» (соавт., 2015)
- «Российское гражданское право: В 2-х т.» (соавт., 2010)
- «Учредительный договор о создании коммерческих обществ и товариществ» (1994)[4][5]
- Правосубъектность юридического лица, 2005, 476 с.
- «Понятие и сущность юридического лица. Очерк истории и теории» (2003).
- Козлова Н. В. Некоторые проблемы гражданско-правового статуса некоммерческих организаций в Российской Федерации // Хозяйство и право. — 2017. — № 9. — С. 32—49.
- Козлова Н. В., Филиппова С. Ю. Признание договора незаключенным: проблемы квалификации и правовые последствия // Закон. — 2017. — № 12. — С. 118—125.
- Российское гражданское право: Учебник: В 2-х томах. / Витрянский В. В., Ем В. С., Козлова Н. В., Корнеев С. М., Мартьянова Т. С., Панкратов П. А., Степанов П. В., Суханов Е. А., Шерстобитов А. Е., Щербак Н. В.
- Гражданское право: учебник: в 4 т. / отв. ред. Е. А. Суханов. — 2-изд., перераб. и доп. Асосков Антон Владимирович, Владимир Ем, Витрянский Василий Владимирович, Козлова Наталия Владимировна, Ломакин Дмитрий Владимирович, Суханов Евгений Алексеевич, Ширвиндт Андрей Михайлович, Шерстобитов Андрей Евгеньевич, Ягельницкий Александр Александрович. ISBN 978-5-8354-1553-3, 576 с.
- Корпоративное право: Учебный курс. В 2 т. / Отв. ред. И. С. Шиткина. Афанасьева Екатерина Геннадиевна, Вайпан Виктор Алексеевич, Габов Андрей Владимирович, Губин Евгений Парфирьевич, Карелина Светлана Александровна, Козлова Наталия Владимировна, Копылов Дмитрий Геннадиевич, Лаутс Елизавета Борисовна, Ломакин Дмитрий Владимирович, Молотников Александр Евгеньевич, Филиппова Софья Юрьевна, Шиткина Ирина Сергеевна место издания Статут Москва, ISBN 978-5-8354-1381-2, 976 с.